# Bavorský geograf
Bavorský geograf (latinsky Geographus Bavarus) je konvenční jméno, dané Janem Potockým roku 1796 autorovi anonymního středověkého dokumentu Descriptio civitatum et regionum ad septentrionalem plagam Danubii ("Popis měst a míst na severní straně Dunaje"). Henryk Łowmiański prokázal, že seznam se skládá ze dvou částí, které mohou být datovány do různých období a přičteny různým autorům. (pozdější text začíná větou Isti sunt qui iuxta istorum fines resident.)
Stručný dokument byl objeven roku 1772 v Bavorské státní knihovně v Mnichově Louisem-Gabrielem Du Buat-Nançay, velvyslancem Ludvíka XV. u saského dvora. Wittelsbachové jej získali společně se sbírkou starožitníka Hermanna Schädela (1410–85) v roce 1571. O dokument se ve velké míře zajímali dějepisci počátku 19. století, především Nikolaj Karamzin a Joachim Lelewel.
Dokument obsahuje seznam kmenů na východě střední Evropy, mezi Labem, Dunajem, Volhou a Černým mořem. Jedná se z větší části o slovanské kmeny. Obsahuje také informace o počtu civitates (měst, hradů a hradišť) ovládaných jednotlivými kmeny. Výklad tohoto pramene není jednoznačný, neboť je velmi nesnadné identifikovat latinské názvy kmenů. Kromě toho jejich sídla žádným způsobem nelokalizuje.
Původ dokumentů je sporný. První badatelé ho kladli do Řezna či Salcburku, dnes jej kladou spíše do švábského kláštera Reichenau. Podle jedné z hypotéz byl seznam sestaven sv. Metodějem, který v klášteře v 70. letech nejspíše v Reichenau pobýval, a mohl být spojen s jeho misií ve slovanských zemích. Jiným možným autorem je klášterní knihovník Reginbertinus, který působil nejspíše v 30. až 50. letech 9. století. Podle jiné teorie vznikl v první polovině 9. století ve Fuldě na popud východofranského krále Ludvíka Němce a kolem roku 845 do něj přibyly doplňky v klášteře sv. Jimrama v Řezně.

## Text Descriptia
- originální

| „ | Descriptio ciuitatum et regionum ad septentrionalem plagam Danubii. Isti sunt qui propinquiores resident finibus Danaorum quos uocant Nortabtrezi ubi regio in qua sunt ciuitates LIII per ducos partitae. Vuilci in qua ciuitates XCV et regiones IIII. Linaa est populus qui habet ciuitates VII. prope illis resident quas uocant Bethenici, et Smeldingon, et Morizani, qui habent ciuitates XI. Iuxta illos sunt qui uocantur Hehfeldi, qui habent civitates VIII. Iuxta illos est regio, quae uocatur Surbi. in qua regione plures sunt quae ha bent ciuitates L. Iuxta illos sunt quos uocantur Talaminzi, qui habent civitates XIIII. Betheimare in qua sunt civitates XV. Marharii habent ciuitates XI. Vulgarii regio est inmensa et populus multus habens ciuitates V. eo quod multitudo magna ex eis sit et non sit eis opus ciuitates habere. Est populus quem uocant Merehanos, ipsi habent ciuitates XXX. Iste sunt regiones quae terminant in finibus nostris. Isti sunt qui iuxta istorum fines resident. Osterabtrezi, in qua ciuitates plusquam C sunt. Miloxi, in qua ciuitates LXVII. Phesnuzi habent ciuitates LXX. Thadesi plusquam CC urbes habent. Glopeani, in qua ciuitates CCCC aut eo amplius. Zuireani habent ciuitates CCCXXV. Busani habent ciuitates CCXXXI. Sittici regio inmensa populis et urbibus munitissimis. Stadici in qua ciuitates DXVI populusque infinitus. Sebbirozi habent ciuitates XC. Vnlizi, populus multus, ciuitates CCCXVIII. Neriuani habent ciuitates LXXVIII. Attorozi habent CXL VIII, populus ferocissimus. Eptaradici habent ciuitates CCLXIII. Vuillerozi habent ciuitates CLXXX. Zabrozi habent ciuitates CCXII. Znetalici habent ciuitates LXXIIlI. Aturezani habent ciuitates CIIII. Chozirozi habent ciuitates CCL. Lendizi habent ciuitates XCVIII. Thafnezi habent ciuitates CCLVII. Zeriuani quod tantum est regnum ut ex eo cunctae gentes Sclauorum exortae sint et originem sicut affirmant ducant. Prissani ciuitates LXX. Velunzani ciuitates LXX. Bruzi plus est undique quam de Enisa ad Rhenum. Vuizunbeire. Caziri ciuitates C. Ruzzi. Forsderen. Liudi. Fresiti. Serauici. Lucolane. Vngare. Vuislane. Sleenzane ciuitates XV. Lunsizi ciuitates XXX. Dadosesani ciuitates XX. Milzane ciuitates XXX. Besunzane ciuitates II. Verizane ciuitates X. Fraganeo ciuitates XL. Lupiglaa ciuitates XXX. Opolini ciuitates XX. Golensizi ciuitates V. Sueui non sunt nati, sed seminati. Beire non dicuntur bauarii, sed boiarii, a boia fluvio. | “ |

- český překlad

| „ | Popis měst a míst na severní straně Dunaje. Tito jsou, kteří sídlí poblíž končin Dánů; nazývají se Nortabtrezi - je tam území, ve kterém je 53 měst, rozdělených podle svých knížat. Vuilci, kde je 95 měst a čtyři území. Linaa je lid, který má 7 měst. Blízko nich sídlí ti, které nazývají Bethenici, Smeldingon a Morizani, kteří mají 11 měst. Vedle nich jsou ti, kteří se nazývají Hehfeldi a kteří mají 8 měst. Vedle nich je území, které nazývají Surbi, v kterémžto území je více (oblastí) a které má 50 měst. Vedle nich jsou ti, které nazývají Talaminzi, kteří mají 14 měst. Betheimare [Becheimare], u kterých je 15 měst. Marharii mají 11 měst. Vulgarii jsou rozsáhlé území a početný lid, mající 5 měst; poněvadž je jich velké množství, není jejich zvykem míti města. Je lid, který nazývají Merehani; tito mají 30 měst. To jsou území, která hraničí s našimi končinami. Tito jsou, kteří sídlí vedle těchto krajin: Osterabtrezi, kde je více než 100 měst, Miloxi, kde je 67 měst. Phesnuzi mají 70 měst. Tlaidesi mají více než 200 měst. Glopeani, u nichž je 400 měst nebo i více. Zuireani mají 325 měst. Busani mají 231 měst. Sittici, území nezměrné lidem a přepevnými městy. Stadici, u nichž je 516 měst a nesčetný lid. Sebbirozi mají 90 měst. Unlizi, početný lid, 318 měst. Neriuani mají 78 měst. Artorozi mají 145, lid (to) velmi lítý. Epataradici mají 263 měst. Vuillerozi mají 180 měst. Zabrozi mají 212 měst. Znetalici mají 74 měst. Aturezani mají 104 měst. Chozirozi mají 250 měst. Lendizi mají 98 měst. Thafnezi mají 257 měst. Zeriuani, což takové je království, že z něho pošly a svůj původ odvozují všechny národy Slovanů, jak ujišťují. Prissani (mají) 70 měst. Velunzani 70 měst. Bruzi jsou ze všech stran rozsáhlejší než (vzdálenost) od Enže k Rýnu. Vuizunbeire . Caziri 100 měst. Ruzzi, Forsderen liudi, Fresiti, Serauici, Lucolane, Ungare, Vuislane, Sleenzane 15 měst. Lunsizi 30 měst. Dadosesani 20 měst. Milzane 30 měst. Besunzane 2 města, Verizane 10 měst. Fraganeo 40 měst. Lupiglaa 30 měst. Opolini 20 měst. Golensizi 5 měst. Suevi nejsou zrozeni, ale rozseti. Beire se nenazývají Bavoři, ale Baioarii podle řeky Boia. | “ |